# Argentina archboldiana
Argentina archboldiana är en rosväxtart som först beskrevs av Elmer Drew Merrill och Lily May Perry, och fick sitt nu gällande namn av Soják. Argentina archboldiana ingår i släktet gåsörter, och familjen rosväxter. Inga underarter finns listade i Catalogue of Life.